# IC 2851
IC 2851 ist eine Spiralgalaxie vom Hubble-Typ S im Sternbild Löwe an der Ekliptik. Sie ist schätzungsweise 214 Millionen Lichtjahre von der Milchstraße entfernt.
Das Objekt wurde am 27. März 1906 vom deutschen Astronomen Max Wolf entdeckt.